# CrossfireX
『CrossfireX』（クロスファイア・エックス）は、スマイルゲート・エンターテインメントより2022年2月10日に配信されたゲームソフト。対応プラットフォームはXbox Series X/S・Xbox One。キャンペーンモードは『Alan Wake』や『Quantum Break』などを手掛けたレメディー・エンターテインメントにより開発された。
2023年5月13日にサービスを終了し、シングルプレイヤーモードもプレイ不可となる。

## 概要
韓国のSmilegate Entertainmentが開発するタクティカルシューター（ファーストパーソン・シューティングゲーム）であるCrossfireシリーズの第3作。Xbox E3 2019 ブリーフィングで初めて公開され、Xbox独占で配信された。マルチプレイは基本無料で、キャンペーンは2部構成として有料DLCとして販売されていた。第一弾「キャタリスト作戦」はXbox Game Passで配信されていた。

## ゲームプレイ
クラシックモードとモダンモードの2つに分かれている。クラシックモードはサーチ&デストロイと呼ばれるルールがあり、爆弾を設置するテロリストとそれを阻止する対テロリストチームに分かれて戦うクロスファイアシリーズを代表し、Counter-Strikeシリーズに類似しているルール内容となっている。
モダンモードはスペクトルモードとポイントキャプチャーの2つのルールがあり、スペクトルモードはゴーストモードとも呼ばれ、サーチアンドデストロイモードの内容を一部変更したルールであり、テロリスト側は近接武器と透明化が可能なステルススーツを所持している。ポイントキャプチャーでは指定された場所をキャプチャしポイントを得て最もポイントの多いチームが勝利するルール。キル数に基づいてパークを使用できるシステムが導入されている。

## シングルプレイヤー
Remedy Entertainmentにより開発された有料追加コンテンツ。ゲームエンジンはNorthlight Engineを使用。「キャタリスト作戦」と「スペクトル作戦」の2部構成となり、それぞれグローバルリスクとブラックリストと呼ばれる2つの架空の民間軍事組織による視点で物語が描かれる。
ファミ通のインタビューではRemedyにキャンペーンを担当させた理由としてSmilegateのスタッフがRemedy Entertainmentが開発したマックスペインシリーズのファンだったことが挙げられている。

## 評価
レビュー収集サイトMetacriticではXbox Series X/S版は100点中38点のスコアとなり、特集「 Worst Videogames of 2022 (All Platforms)」では2022年に配信されたゲームの中で2番目に低いスコアとされた。(他にPostal 4 :No RegertsやBabylon's Fallなどが挙げられている)
IGNによるシングルプレイヤーのレビューでは「CrossfireXのシングルプレイヤーキャンペーンはずさんで、退屈で、慈悲深く短い。(CrossfireX’s pair of single-player shooter campaigns are sloppy, soulless, and mercifully brief.)」と称され10点中3点を記録し、マルチプレイヤーのレビューでは、「CrossfireXのマルチプレイヤーモードは金を払う価値もない、それはFree to Playだが。(CrossfireX’s multiplayer modes aren't worth the price you’ll pay…and it’s free-to-play.)」と称され、10点中2点を記録している。